# Josephine Lips
Josephine Lips (8 de julio de 1976) es una deportista australiana que compitió en remo. Ganó una medalla de oro en el Campeonato Mundial de Remo de 2001, en la prueba de cuatro scull ligero.

## Palmarés internacional
| Campeonato Mundial | Campeonato Mundial | Campeonato Mundial | Campeonato Mundial  |
| Año                | Lugar              | Medalla            | Prueba              |
| ------------------ | ------------------ | ------------------ | ------------------- |
| 2001               | Lucerna (Suiza)    | Medalla de oro     | Cuatro scull ligero |